# Modus tollens
Modus tollens (Latim: modo que nega por negação) ou negação do consequente, é o nome formal para a prova indireta, também chamado de modo apagógico.

## Descrição
É um argumento comum, simples:
Se {\displaystyle P}, então {\displaystyle Q}.
{\displaystyle Q} é falso.
Logo, {\displaystyle P} é falso.
ou em notação de lógica:
{\displaystyle p\rightarrow q},
¬ {\displaystyle q\quad }
{\displaystyle \vdash } ¬ {\displaystyle p.\quad }
onde {\displaystyle \vdash } representa a asserção lógica.
ou em forma da teoria dos conjuntos:
{\displaystyle P\subseteq Q}
{\displaystyle x\not \in Q}
∴{\displaystyle x\not \in P}
("{\displaystyle P} é um subconjunto de {\displaystyle Q}. {\displaystyle x} não pertence a {\displaystyle Q}. Logo, {\displaystyle x} não pertence a {\displaystyle P}.")

Na forma de conjuntos podemos exemplificar da seguinte forma:
Digamos que existe um conjunto de alimentos que {\displaystyle E}ngordam.
Nesse conjunto existe: {\displaystyle P}astel, {\displaystyle B}rigadeiro e {\displaystyle C}erveja. {\displaystyle E=\{P,B,C\}}
Todos que comem Pastel ({\displaystyle P}), então Engordam ({\displaystyle E}). ( {\displaystyle P\rightarrow E}),
Não Engordei. (¬ {\displaystyle E\quad })
Logo não comi Pastel ( {\displaystyle \vdash } ¬ {\displaystyle P\quad })

### Exemplos
O argumento tem duas premissas. A primeira premissa é a condição se-então, nomeadamente que {\displaystyle P} implica {\displaystyle Q}. A segunda premissa é que {\displaystyle Q} é falso. Dessas duas premissas pode-se concluir logicamente que {\displaystyle P} tem de ser falso. (Por que? Se {\displaystyle P} fosse verdadeiro, então {\displaystyle Q} seria verdadeiro pela premissa 1, mas não é pela premissa 2).
Considere dois exemplos:
Se existe fogo aqui, então aqui também há oxigênio.
Não há oxigênio aqui.
Então aqui não há fogo.

## Na lógica matemática
A regra modus tollens pode ser vista como uma aplicação da regra modus ponens por contraposição.
A contraposição diz-nos que {\displaystyle p\to q}é equivalente a {\displaystyle \lnot q\to \lnot p}, então com a regra modus ponens inferimos que {\displaystyle {\frac {\lnot q\to \lnot p,\lnot q}{\lnot p}}}. 
Essa regra está assim ligada a demonstrações por contraposição, ou ainda a demonstrações por contradição (reductio ad absurdum).

### Tabela de verdade
A tabela de verdade da implicação numa lógica binária (em que 1 = Verdade, 0 = Falso) demonstra a regra modus tollens em lógica binária. 
Afirmar p ⇒ q significa que é verdade, ou seja:
(p ⇒ q) = 1
por outro lado, afirmar ¬ q significa que q é falso, ou seja:
q = 0
Portanto, basta olhar para a tabela da implicação:
| p | q | p ⇒ q | (p ⇒ q)=1∧(q=0) |
| - | - | ----- | --------------- |
| 1 | 1 | 1     | 0               |
| 1 | 0 | 0     | 0               |
| 0 | 1 | 1     | 0               |
| 0 | 0 | 1     | 1               |

Por hipótese, só interessam os casos em que q = 0 e (p ⇒ q) = 1, assim só a última linha é verdadeira.
Conclui-se que p = q = 0 em particular p = 0, ou o que é o mesmo (¬p) = 1. 